# Manuel Compañy
Manuel Compañy Abad (Orusco, 1858 - Madrid, 13 de gener de 1909) —o simplement Compañy— va ser un fotògraf espanyol, que va arribar a ser un dels més populars i reconeguts de l'estat. Va desenvolupar la seva labor principalment a la ciutat de Madrid i per a ell van treballar importants fotògrafs de començaments del segle XX com José L. Demaría López «Campúa», Alfonso García Sánchez Alfonso, o Eduardo Rodríguez Cabezas Dubois. Va arribar a ser reporter a Àfrica, la qual cosa li va atorgar major exposició en la premsa. A Madrid va tenir estudis al Carrer de Fuencarral 29 i al carrer de La Visitación 1, a més de la galeria Greco a Alcalá 29. Cap als anys 1897 i 1898 va instal·lar un estudi a Toledo.